# أفرون (مترو باريس)
أفرون (بالفرنسية: Avron)‏ هي محطة مترو تابعة لمترو باريس تقع في فرنسا في الدائرة الحادية عشرة في باريس.[بحاجة لمصدر]